# لحمر
لحمر (به عربی: لحمر) یک شهرداری در الجزایر است که در ناحیه لحمر واقع شده‌است. لحمر ۸۲۰ کیلومتر مربع مساحت و ۱٬۹۶۱ نفر جمعیت دارد و ۹۳۹ متر بالاتر از سطح دریا واقع شده‌است.